# Baudóguan
Baudóguan (Penelope ortoni) är en utrotningshotad sydamerikansk fågel i familjen trädhöns inom ordningen hönsfåglar.

## Utseende och läte
Baudóguanen är en medelstor, rätt färglös långstjärtad trädhöna med en kroppslängd på 66 centimeter. Den är genomgående brun med gråbrun nyans på nacke och huvud och fint vitvattrad på hals och bröst. Runt ögat har den naken blå hud, en tydlig röd skinnflik på halsen och dovt röda ben. Lätet är ett vittljudande ylande som hörs i gryningen.

## Utbredning och systematik
Baudóguanen förekommer i Andernas västsluttning i Colombia och Ecuador. Den behandlas som monotypisk, det vill säga att den inte delas in i några underarter. Den har tidigare behandlats som underart till andinsk guan (Penelope montagnii), men de båda överlappar i västra Ecuador och möjligen även i sydvästra Colombia, utan spår av hybridisering. Arten är istället kanske närmast släkt med marailguanen (P. marail).

## Levnadssätt
Baudóguanen förekommer i fuktiga skogar, vanligen upp till 1500 meters höjd. Kunskapen om dess föda är begränsad, men man vet att den liksom sina släktingar lever på små frukter som den troligen plockar i trädtaket.

## Status och hot
Denna art tros minska mycket kraftigt i antal till följd av jakt och habitatförlust. Världspopulationen uppskattas till 7000-21000 vuxna individer. Internationella naturvårdsunionen IUCN kategoriserar den som starkt hotad.

## Namn
Fågelns vetenskapliga artnamn hedrar den amerikanska zoologen James H. Orton (1830-1877). Serranía de Baudó är en bergskedja i västra Colombia.